# Хімічна будова твердих горючих копалин
Хімічна будова твердих горючих копалин — включає уявлення про високомолекулярну структуру вугілля, ароматичні, гідроароматичні, гетероциклічні і аліфатичні фрагменти, а також функціональні групи.
Центральним місцем в розшифровці структури вугілля є розвиток уявлень про структурні одиниці, встановлення їх будови для різного вугілля, міри однорідності, характер взаємозв'язку як всередині макромолекул, так і між структурними елементами.
У вугіллі міститься вуглець у вигляді ароматичного вуглецю sp2-гібридної форми і вуглецю з sp3-гібридизацію. Загалом органічна маса вугілля може бути представлена у вигляді конденсованих ядер, в яких подвійні зв'язки С=С представлені лише ароматичними зв'язками, а частина вуглецю, водню, кисню, азоту, сірки і інших гетероатомів утворюють бічні аліфатичні угрупування близько конденсованих ароматичних ядер. Наявність кисеньвмістких груп в аліфатичній частині органічної маси вугілля сприяють утворенню зв'язків органічної речовини вугілля з їх неорганічною частиною. Типи взаємодії можуть бути такі: всі види адсорбційної взаємодії (електростатичні сили, водневий зв'язок, хемосорбція); комплексоутворення (координаційний зв'язок); утворення металоорганічних (елементноорганічних) сполук з включенням гетероатомів в гетероцикли або аліфатичні ланцюги (гомеополярний зв'язок). Крім того, утворюються складні поліефіри, що підтверджується даними інфрачервоної спектроскопії.
Загалом, відносний вміст вуглецю в ряді метаморфізму збільшується за схемою: С-ОН→СН3→СН2→СНар-групи.
Відносний вміст вуглецю (%) в структурних групах для вугілля з Vdaf=28% наступний: С-ОН — 1,8; СН3 — 7,6; СН2 — 12,0; СНар — 20,8; Сар- Сар — 57,8.
Уточнена структурна інтерпретація ІЧ-спектрів вугілля показує, що у вугіллі низького ступеня вуглефікації у внутрішніх фрагментах структури значний внесок кисеньвмістких груп, включаючи ефірні і міцні водневі зв'язки. Зі збільшенням ступеня метаморфізму меншає вміст кисеньвмісних груп, фрагменти структури стають більш однорідними і впорядкованими. Для вугілля середньої стадії метаморфізму характерні відносно короткі системи зв'язаних сполук.
У процесі метаморфізму йде перетворення різнохарактерних складових в структурі вугілля від компонентів, що мають нерозвинену систему сполучення і, містять багато кисню і аліфатичних фрагментів різних водневих зв'язків до тримірної однорідної структури з полісполученою системою великого розміру з мінімальним вмістом водню і гетероатомів. Виділяють три основних періоди структурування в процесі метаморфізму: I період: до Rо=0,8 %. У цьому періоді каркас формують фрагменти з невисокою мірою сполучення і великим вмістом карбонільних груп. Вони пов'язані ефірними містками і міцними водневими зв'язками.
Перетворення структури обумовлюється переважно за рахунок видалення кисеньвмісних фрагментів з каркаса і аліфатичної частини структури, що веде до накопичення ненасичених фрагментів, збільшення кількості і розмірів полісполучених систем.
II період: Rо=0,8-1,7 %. У цьому періоді утворюються більш однорідні каркасні структури за рахунок видалення кисню і руйнування міцних водневих зв'язків.
Збільшення кількості СН-зв'язків в ненасичених фрагментах зв'язків і збільшення кількості полісполучених систем відбувається за рахунок видалення кисеньвмістких фрагментів, деалкілювання і дегідрування фрагментів аліфатичної частини структури.
III період: Rо понад 1,7 %. У цьому періоді завершується видалення і дегідрування аліфатичних фрагментів структури, досягає максимального значення вміст СН-зв'язків в ненасичених фрагментах. СН-зв'язки меншають, відбувається зшивка структурних фрагментів і утворюються С-С зв'язки.
У роботах В. І. Касаточкіна, Ван-Кревелена органічна вугільна речовина представляється у вигляді сукупності пачок конденсованих ароматичних ядер, бічні неароматичні групи яких, що включають кисень, азот, сірку і інші гетероатоми, хімічно зв'язують сусідні пачки в просторовий полімер. При вуглефікації відбувається заміна в бічних радикалах вуглецю кисневих місточкових зв'язків вуглець — вуглецевими зв'язками.
Однією з найвірогідніших можливостей утворення просторових шарів є асоціація молекул міжмолекулярними водневими зв'язками фенольних груп. Кисень гідроксильних груп, розташовуючись компланарно ароматичному ядру, забезпечує їх асоціацію в плоскі і досить жорсткі групи у вигляді єдиного плоского шару. Взаємодія між шарами приводить до утворення пачок паралельних шарів з міжшаровою відстанню, що визначається розмірами контактуючих між собою вуглецевих радикалів молекулярних ядер сусідніх шарів асоціатів. Частина ж ядер, що не містять фенольні гідроксили, утворює пачки, до складу яких входять індивідуальні ароматичні ядра, що взаємно орієнтуються.
Молекулярні фрагменти вугілля у вигляді ароматичних ядер зі зв'язками sp2-гібридної форми і аліфатичних фрагментів структури з sp3-гібридною формою зв'язку, утворюють в комплексі пакетні сполуки, що характеризуються параметрами La і Lc і є первинними елементами збирання надмолекулярної організації викопного вугілля.
На сьогодні сформовані уявлення про органічну масу вугілля (ОМВ), як про самоасоційований мультимер з тримірною організацією, в якому внутрішньомолекулярні зв'язки валентного типу, а макромолекули (і олігомери) сполучені між собою зв'язками невалентного характеру, причому основну роль грають електронодонорно-акцепторні (ЕДА) взаємодії різних типів: σ-π-комплексів, N-π-комплексів, π-π-комплексів, наприклад, амінів, ефіру, сульфатів з ароматичними і неграничними угрупуваннями або металоорганічними сполуками.
Міцність ЕДА-взаємодій коливається в межах 2—14 кДж/моль. ЕДА-взаємодії особливо сильні у вугіллі, що містить різні функційні групи (кислотні А-фрагменти: С-ОН, СООН, SH, NH; основні В-фрагменти: (N, С=О, -S-, -О-, (NH), (SH)), а також вуглець з різною мірою гібридизації валентних орбіталей. Тому чим більше число гетероатомів в ОМВ, тим ймовірніше утворення ЕДА-взаємодій. Істотну роль в міжмакромолекулярних зв'язках відіграють водневі зв'язки.
Зі зростанням ступеня вуглефікації протікають реакції, що приводять до евакуації кисню і водню з ОМВ у вигляді СО, СО2, СН4 і Н2О. Макромолекули укрупнюються, росте ароматичність, а ЕДА-взаємодія між паралельними вуглецевими ядрами забезпечується за рахунок обміну π-електронами і ван-дер-ваальсових зв'язків.
Як гіпотеза про структуру вугілля сформульована концепція самоасоційованого мультимеру, якому властивий просторовий і енергетичний розподіл донорних і акцепторних ділянок структури. Згідно з цією концепцією, органічна маса вугілля складається з набору олігомерів, сполучених між собою численними зв'язками невалентного характеру. Основну роль серед них грають ЕДА-взаємодії і водневі зв'язки. Окремі структурні блоки можуть мати різний набір ділянок, що виявляють ЕД-властивості (В-центри, що узагальнюють основні групи) і ЕА властивості (А — центри, що узагальнюють кислотні групи).
Представлення структури вугілля як самоасоційованого мультимера не виключає наявності в органічній масі відносно неміцних валентних зв'язків в ефірних і метиленових місточках. Такого роду зв'язки знаходяться всередині структурних одиниць, об'єднаних в мультимер ЕДА-взаємодіями.